# Патлаевский, Иннокентий Иустинович
Иннокентий Иустинович Патлаевский (1839—1883) — российский финансист, юрист и публицист; профессор Императорского Новороссийского университета, автор ряда научных трудов и учебных пособий (в основном в области финансового права). Действительный статский советник.

## Биография
Родился в 1839 году в городе Золотоноша Полтавской губернии в купеческой семье. Учился сначала в Золотоношском уездном училище, но, замеченный во время ревизии A. A. Глушановским, был взят им в Полтавскую мужскую гимназию, где был директором. Окончив гимназический курс в 1858 году с медалью, Патлаевский поступил в Университет Святого Владимира на юридический факультет, где особенно усердно занимался политико-экономическими науками у профессора H. X. Бунге.
По окончании университета в 1862 году со званием кандидата юридических наук, 9 июля 1863 года он был определён исправляющим должность профессора законов казённого управления в Нежинский лицей князя Безбородко. Здесь Патлаевский преподавал вплоть до 1866 года, сблизившись с лучшими профессорами лицея — И. В. Лашнюковым и Ф. Я. Вороным.
В 1865 году И. И. Патлаевский сдал при Киевском университете экзамен на магистра финансового права и уже готовил магистерскую диссертацию, но был по указанию Ф. И. Леонтовича приглашён исправляющим должность доцента финансового права в Императорский Новороссийский университет; утверждение Патлаевского в этой должности последовало 4 августа 1866 года. Преподавал в Одессе до конца 1868 года, хотя уже в начале этого года получил направление за границу; в это же время он напечатал свою диссертацию «Денежный рынок в России от 1700 по 1762 год» («Записки Императорского Новороссийского университета», т. II и отд. изд. Одесса, 1868 г.), которую защитил 31 декабря того же года.
В начале 1869 года уехал за границу и занимался преимущественно в Гейдельберге, а вернувшись в Одессу, 11 апреля 1871 года защитил и докторскую диссертацию на тему: «Теория денежного обращения Рикардо и его последователей» («Записки Императорского Новороссийского университета» и отд. изд. Одесса, 1871 год).
13 апреля 1871 года, по представлению профессора М. М. Вольского, Патлаевский был избран экстраординарным, а 20 сентября того же года — ординарным профессором финансового права.
С 8 апреля 1871 по 8 апреля 1874 год Патлаевский был секретарём, а с 14 мая 1881 по 20 августа 1882 года — деканом юридического факультета и неоднократно избирался членом университетского суда, — что свидетельствует о его нравственных достоинствах.
В последние годы жизни Патлаевский занимал также должность директора Одесского Коммерческого училища (с 1882 года) и был секретарём Одесского Комитета торговли и мануфактур.
Занимая кафедру, Иннокентий Иустинович Патлаевский, после тяжелой болезни, заставившей его ездить на Кавказ, скончался 10 (22) августа 1883 года в городе Одессе и был похоронен на Старом христианском кладбище.
Кроме диссертации, профессор Патлаевский напечатал статью «О подоходных налогах» (актовая речь 1876 года) в выходившем под редакцией В. П. Безобразова «Сборнике государственных знаний» (том IV, СПб. 1877 г.), а также «Отчеты Одесского Комитета Торговли и Мануфактур о состоянии торговли г. Одессы за 1880 и 1881 г.» (Одесса, 1881 и 1882 г.). После смерти И. И. Патлаевского университетом был издан написанный им «Курс финансового права» («Записки Императорского Новороссийского университета», т. XLII и отд. изд. Одесса, 1885 год.), с биографией автора, написанной его учеником — профессором В. Н. Палаузовым.
По отзывам современников, Иннокентий Иустинович Патлаевский как человек отличался чрезвычайной скромностью, но, в то же время, обладал обширными знаниями по своей специальности, а особенно хорошо знал сочинения французских экономистов.